# Westland Wyvern
O Westland Wyvern foi um caça multi-funções britânico que operava a partir de porta-aviões. Construído pela Westland Aircraft, o Wyvern entrou em ação durante os anos 50 na Crise de Suez. A aeronave era alimentada por um motor equipado com um conjunto de duas hélices contra-rotativas, em que cada hélice girava no sentido oposto ao outro. Além de conseguir combater contra outras aeronaves como um caça normal, era também capaz de carregar torpedos.

## Variantes
- W.34 Westland: Seis protótipos foram ecomendados em Junho de 1944, com primeira aeronave pronta em 12 de Dezembro de 1946.

- W.34 Wyvern TF.1: Caça de pré-produção ecomendada em Junho de 1946, apenas sete dos 20 pedidos foram construidos.

- W.35 Wyvern TF.2: Modelo de produção original. Três prototipos foram pedidos em Fevereiro de 1946, com um contrato de produção de 20 aeronaves em Fevereiro de 1947. Apenas nove foram produzidos, os 11 restantes foram completados com a designação S.4

- W.38 Wyvern TF.3: Modelo de dois assentos para treinamento. Apenas um protótipo foi criado em Setembro de 1948 com o primeiro voo em Fevereiro de 1950.

- W.35 Wyvern TF.4: Modelo de produção. 50 foram ecomendados em Outubro de 1948,13 em Janeiro de 1951 e 11 em Fevereiro de 1951. Foram construidos 98 caças (incluindo os 11 construidos como TF.2), posteriormente redesignado como S.4

## Especificações
- Tripulação: 1 (2 na versão TF.3)
- Comprimento: 12.88 m
- Envergadura: 13.44 m (6 metros com as asas dobradas)
- Altura: 4.80 m (6 metros com as asas dobradas)
- Peso vazio: 7,076 kg
- Peso c/ carga máx.: 9,616 kg
- Peso máx. de decolagem: 11,136 kg
- Motor: 1x Turboélice Armstrong Siddeley Python 3,560 hp (2,650 kW) com 2x4 hélices girando em sentidos contrários

### Armamento
- Metralhadoras: 4x canhões de 20mm Hispano Mk.V
- Foguetes: 16x RP-13
- Misséis: Torpedos Mk.17 ou Mk.15
- Bombas: Até 1,361 kg em bombas ou minas